# Cour supérieure
Dans les systèmes juridiques de tradition britannique, une cour supérieure est une cour de compétence générale possédant de façon inhérente la compétence d'entendre certains types de questions. Dans les pays du Commonwealth, les cours supérieures ont hérité de la compétence inhérente de la Cour du Banc du roi (ou de la reine) britannique. Une cour supérieure possède la compétence de juger les affaires relevant du droit statutaire tout autant que de la common law, en matière civile comme en matière criminelle. Elle possède aussi une compétence résiduaire sur toute question qui n'est pas spécifiquement attribuée à un tribunal en particulier en vertu du système judiciaire.

## Compétences
Traditionnellement, parmi les matières considérées comme faisant partie de la compétence inhérente des cours supérieures, on retrouve par exemple le pouvoir d'émettre des ordonnances spéciales ainsi que le pouvoir de surveillance et de réforme sur les corps politiques, sur les corporations et sur les autres cours. Le pouvoir de surveillance et de réforme sur les autres cours ne doit cependant pas être confondu avec un rôle de cour d'appel. Il s'agit plutôt d'un contrôle de la compétence et de la légalité des actes posés par les cours inférieures.

## Cours supérieures et cours inférieures
Une cour supérieure est un tribunal juridictionnel ayant une compétence générale inhérente de statuer de plein droit sur toute matière qui n'est pas dévolue expressément à une cour inférieure.
À l'opposé, une cour inférieure est un tribunal dont la compétence est essentiellement limitée aux matières qui lui sont confiées de façon expresse par la législation qui l'a créée.  L'expression «tribunal statutaire» est un synonyme de cour inférieure.
Une disposition légale indiquant qu'un tribunal est une cour supérieure ou a une compétence générale ne suffit pas, à elle seule, à en faire une cour supérieure. En effet, d'autres dispositions peuvent en faire une cour inférieure si celles-ci limitent le pouvoir général du tribunal à certaines matières. Autrement dit, alors que les compétences d'une cour supérieure ne sont pas énoncées en termes exprès, leurs limites se définissent par induction, donc implicitement, par les compétences expressément confiées aux cours inférieures de même juridiction. 
Ce concept est par ailleurs indépendant de la hiérarchie judiciaire qui suppose des juridictions d'appel et de première instance.  En effet, une cour d'appel hiérarchiquement au-dessus d'une cour supérieure n'est pas elle-même une cour supérieure.  Cependant, la nature même d'un appel confère indirectement au juge d'appel, qui doit se placer dans les souliers du juge de première instance, certains pouvoirs des cours supérieures.  Ces pouvoirs sont limités par la Loi et ce qui est nécessaire pour se prononcer sur l'appel de la décision de la cour supérieure.

## Rôle d'appel
Une cour supérieure peut se faire attribuer ou non un rôle de cour d'appel. Inversement, une cour qui n'est pas une cour supérieure peut se voir confier une certaine juridiction d'appel.
Si, dans la hiérarchie judiciaire, une cour supérieure fait partie d'une juridiction de première instance au-dessus de laquelle la juridiction d'appel n'est formée que de cours inférieures, ce tribunal sera alors implicitement une cour de dernier ressort dans les compétences n'ont attribuées expressément aux tribunaux de la juridiction d'appel.
En revanche, un tribunal de juridiction d'appel qui est une cour supérieure peut recevoir en première instance les matières qui ne sont pas dévolues de façon expresse aux tribunaux des juridictions inférieures à la sienne.

## Cours supérieures dans le monde

### Australie
- Cour fédérale de l'Australie (Federal Court of Australia)
- Cour suprême de l'Australie-Méridionale (Supreme Court of South Australia)
- Cour suprême de l'Australie-Occidentale (Supreme Court of Western Australia)
- Cour suprême de Nouvelle-Galles-du-Sud (Supreme Court of New South Wales)
- Cour suprême de Tasmanie (Supreme Court of Tasmania)
- Cour suprême du Territoire de la Capitale australienne (Supreme court of the Australian Capital Territory)
- Cour suprême du Queensland (Supreme Court of Queensland)
- Cour suprême du Victoria (Supreme Court of Victoria)
- Cour suprême du Territoire du Nord (Supreme Court of the Northern Territory)
- Cour suprême de l'Île Norfolk (Supreme Court of Norfolk Island)

### Canada
Chaque province et territoire a sa cour supérieure (section VII Loi constitutionnelle de 1867), pour un total de 13 cours supérieures listées ci-dessous. Du côté des juridictions fédérales, la Loi d'interprétation prévoit à son article 35 qu'il existe quatre autres «cours supérieures» : la Cour canadienne de l'impôt, la Cour fédérale, la Cour d'appel fédérale et la Cour suprême du Canada.  À l'instar des États-Unis, aucun tribunal fédéral, y compris la Cour suprême du Canada, ne possède véritablement le statut de «cour supérieure» et les pouvoirs inhérents s'y rattachant, et ce, malgré l'article 101 Loi constitutionnelle de 1867, les articles 3 et 4 Loi sur les cours fédérales et l'article 35 de la Loi d'interprétation.  Il en est de même des tribunaux d'appel provinciaux hiérarchiquement au-dessus des cours supérieures qui ne possèdent que les pouvoirs prévus par leur loi constitutive et qui, par conséquent, ne peuvent prétendre au titre de «cour supérieure».
- Cour du banc du Roi de l'Alberta
- Cour suprême de la Colombie-Britannique
- Cour suprême de l'Île-du-Prince-Édouard (section de première instance)
- Cour du banc du Roi du Manitoba
- Cour du banc du Roi du Nouveau-Brunswick
- Cour suprême de la Nouvelle-Écosse
- Cour supérieure de justice de l'Ontario
- Cour du banc du Roi de la Saskatchewan
- Cour supérieure du Québec
- Cour suprême de Terre-Neuve-et-Labrador (section de première instance)
- Cour suprême des Territoires du Nord-Ouest
- Cour de justice du Nunavut
- Cour suprême du territoire du Yukon

### États-Unis
Seuls les États ont le pouvoir d'instaurer des tribunaux à compétence générale. Aucun tribunal fédéral n'a de pouvoir inhérent; leurs compétences se limitent à celles édictées par le Congrès et par le troisième article de la Constitution.
- Cour suprême de l'État de New York (Supreme Court of the State of New York)
- Cours supérieures (Superior Court) : Arizona, Californie, District de Colombia, Géorgie, Maine, New Jersey, Pennsylvanie, etc.
- Tribunaux de première instance
  - Circuit court : Illinois, Michigan, Oregon, etc.
  - District Court : Hawaii, Louisiane, Texas, etc.

### Irlande
- Cour suprême d'Irlande (Supreme Court of Ireland)
- Tribunal de première instance (High Court et Central Criminal Court)

### Nouvelle-Zélande
- Haute Cour de Nouvelle-Zélande (High Court of New Zealand)

### Royaume-Uni

#### AngleterreetPays de Galles
- Section du banc du Roi du tribunal de première instance (King's Bench Division of the High Court of Justice)